# اودونگ-اوپ
اودونگ-اوپ (به لاتین: Oedong-eup) یک منطقهٔ مسکونی در کره جنوبی است.